# São Barnabé (Almodôvar)

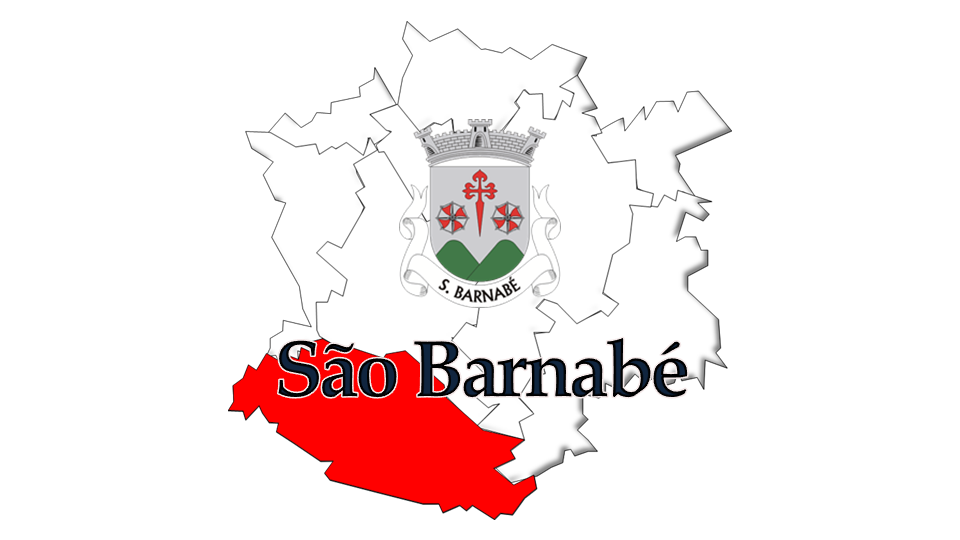
Freguesia de São Barnabé

São Barnabé é uma povoação portuguesa sede da Freguesia de São Barnabé do Município de Almodôvar, freguesia com 141,67 km² de área e 371 habitantes (censo de 2021), tendo, por isso, uma densidade populacional de 2,6 hab./km².

## Demografia
A população registada nos censos foi:
| Distribuição da População por Grupos Etários | Distribuição da População por Grupos Etários | Distribuição da População por Grupos Etários | Distribuição da População por Grupos Etários | Distribuição da População por Grupos Etários |
| -------------------------------------------- | -------------------------------------------- | -------------------------------------------- | -------------------------------------------- | -------------------------------------------- |
| Ano                                          | 0-14 Anos                                    | 15-24 Anos                                   | 25-64 Anos                                   | > 65 Anos                                    |
| 2001                                         | 46                                           | 64                                           | 371                                          | 313                                          |
| 2011                                         | 19                                           | 26                                           | 189                                          | 297                                          |
| 2021                                         | 13                                           | 8                                            | 129                                          | 221                                          |

## Política

### Eleições autárquicas

#### Junta de Freguesia
| Data | %     | M  | %       | M       | %            | M            | %     | M   |
| Data | PS    | PS | PPD/PSD | PPD/PSD | FEPU/APU/CDU | FEPU/APU/CDU | IND   | IND |
| ---- | ----- | -- | ------- | ------- | ------------ | ------------ | ----- | --- |
| 1976 | 56,19 | 6  | 29,42   | 3       | 8,41         | -            |       |     |
| 1979 | 37,16 | 5  | 53,47   | 7       | 6,04         | 1            |       |     |
| 1982 | 31,34 | 4  | 45,47   | 6       | 19,97        | 3            |       |     |
| 1985 | 33,73 | 3  | 57,01   | 6       | 4,93         | -            |       |     |
| 1989 | 24,89 | 3  | 53,28   | 6       | 7,57         | -            |       |     |
| 1993 | 29,95 | 2  | 52,17   | 5       | 3,86         | -            |       |     |
| 1997 | 23,56 | 1  | 71,55   | 6       | 1,57         | -            |       |     |
| 2001 | 41,32 | 3  | 51,74   | 4       | 2,19         | -            |       |     |
| 2005 | 26,26 | 2  | 34,55   | 3       | 2,83         | -            | 32,93 | 2   |
| 2009 | 45,83 | 3  | 47,92   | 4       | 2,78         | -            |       |     |
| 2013 | 24,62 | 2  | 36,15   | 3       | 2,56         | -            | 31,54 | 2   |
| 2017 | 47,52 | 4  | 45,03   | 3       | 3,11         | -            |       |     |

## Património
- Igreja Paroquial de Santa Susana
- Igreja Paroquial de São Barnabé
- Moinho de Água da Corte Freixo
- Palheiros de Veio